# Carlos Calado
Carlos Calado, född den 5 oktober 1975 i Alcanena, är en portugisisk före detta friidrottare som tävlade i längdhopp.
Calado deltog vid junior-VM 1994 och var då finalist i både tresteg (sexa)och i längdhopp (åtta). Han deltog vid Olympiska sommarspelen 1996 i båda grenarna men tog sig inte vidare till finalen. Hans första mästerskapsmedalj vann han vid inomhus-EM 1998 då han slutade tvåa i längdhopp efter Oleksij Lukasjevitj.
Han deltog vid Olympiska sommarspelen 2000 där han blev finalist i längdhopp men slutade först på en tionde plats.
Under 2001 blev han bronsmedaljör både vid inomhus VM i Lissabon och vid utomhus VM i Edmonton.

## Personliga rekord
- Längdhopp - 8,36
- Tresteg - 17,08 (inomhus 17,09)